# Cannibal Corpse
«Cannibal Corpse» (дослівно англ. труп канібала) — американський метал гурт, один із засновників стилю брутальний дез-метал. Створений 1988 року в Буффало, Нью-Йорк. Гурт випустив 11 студійних альбомів, 2 EP альбоми, 1 Live альбом та 4 концертних DVD. На рахунку команди 6 кліпів.
Провокаційні обкладинки альбомів і тексти, наповнені ненавистю, лайкою, жахливими описами вбивств і некрофілією, слугували причиною заборони Cannibal Corpse в деяких країнах.

## Історія
Cannibal Corpse був створений учасниками з трьох дез-метал гуртів з Баффало; Beyond Death (Вебстер, Овен), Leviathan (Барнс), та Tirant Sin (Барнс, Русей, Мазуркевич). Гурт відіграв перший концерт у Баффальському River Rock Cafe у квітні 1989 одразу після запису першого демо-альбому, який налічував 5 пісень, Cannibal Corpse. Через рік після цього концерту гурт підписав контракт з Metal Blade Records, напевно, тому, що лейбл почув їхній демо-запис, який відіслав менеджер магазину, у якому працював Кріс Барнс. Їхній перший повнотривалий дебютний альбом Eaten Back to Life побачив світ у серпні 1990 року.
За весь час склад гурту часто змінювався. У 1993 засновник і гітарист Боб Русей покинув гурт (після чого він став інструктором з гольфу) і був одразу замінений гітаристом Malevolent Creation Робом Барретом. У 1995 вокаліста Кріса Барнса було звільнено і його місце зайняв вокаліст Monstrosity Джордж Фішер. Барнс заснував свій гурт Six Feet Under, а пізніше Torture Killer.
У 1997 Баррет, який замінив Русея як гітариста, залишив Cannibal Corpse щоб повернутися до своїх попередніх гуртів Malevolent Creation та Solstice. Після того, як Баррет покинув гурт, його замінили гітаристом Петом О'Браяном, який вперше з'явився на релізі альбому Cannibal Corpse 1998 року Gallery of Suicide. Засновник і гітарист Джек Овен залишив Cannibal Corpse у 2004, щоб мати більше часу для гри у новому гурті Adrift. Наприкінці 2005 року він приєднався до Deicide. Джеремі Тернер з Origin ненадовго замінив його як ритм-гітариста під часу туру 2004 року в підтримку The Wretched Spawn. Баррет повернувся до гурту у 2005 і вперше зіграв на альбомі Kill, який вийшов у березні 2006. Альбом викликав спочатку деяке здивування відсутністю на обкладинці оформлення, яке вже полюбилося фанатам, і простою, здавалося б, назвою. Але альбом припав до серця і старим, і новим фанатам гурту. Деякі з них навіть схильні вважати Kill колосальним проривом у творчості гурту.
У листопаді 2007 року після численних турне Cannibal Corpse приступили до твору матеріалу для свого наступного альбому. У 2008 році Cannibal Corpse випускають свій четвертий альбом-компіляцію, який називається Centuries of Torment: The First 20 Years, випущений лейблом Metal Blade Records. Збірка складається з трьох дисків DVD, на яких міститься 3 години документального відео про історію гурту, в тому числі про гурт Tirant Sin, і кілька концертних записів.
У січні 2009 року в інтернеті з'явилася нова пісня Cannibal Corpse під назвою «Evisceration Plague». Трек був випущений напередодні нового альбому гурту з однойменною назвою, реліз якого відбувся 3 лютого 2009 року. В бонус до нового альбому вийшов DVD диск під назвою «The Making of Evisceration Plague». Альбом дебютував на 66 позиції в Billboard 200 із загальними продажами на першому тижні 9571 копій. Продюсував запис нового альбому Ерік Рутан, який до цього вже мав досвід роботи з гуртом. На пісні «Evisceration Plague» і «Priests Of Sodom» були зняті кліпи. Режисером першого кліпу став Деіл «Rage» Рестенхіні, а другого — Кевін Кастер. Алекс Уебстер з приводу запису кліпу «Priests Of Sodom» сказав: «Ми відмінно провели час, працюючи з режисером Кевіном Кастером над кліпом до Priests of Sodom. Він показав себе професіоналом своєї справи і, схоже, зрозумів, що треба робити з нашою музикою. Він придумав багато відмінних ідей, які ще більш поліпшили наше напористе відео». Коментуючи альбом, Алекс Уебстер сказав: «В Cannibal Corpse нашою метою завжди було намагатися робити кожен новий альбом ще більш важким. Цього разу це було зробити складніше після того, як ми вже були задоволені результатами нашого альбому Kill. Але ми знали, що працюючи знову з продюсером Еріком Рутаном в Mana Recording Studios], ми в змозі почати з того ж рівня тяжкості і навіть просунутися далі. Тепер, коли ми почули кінцевий результат, я можу сказати, що нам вдалося досягти поставленої мети. Я думаю, що фанати з нами погодяться. На альбомі Evisceration Plague найкращий гітарний звук з усіх, що у нас був, і весь гурт в цілому ніколи не грав з такою точністю і злагодженістю. Нам не терпиться дати вам шанс почути альбом на початку 2009 року, тому що ми думаємо, що ви будете так само щасливі, як і ми».
У травні 2010 Cannibal Corpse повідомили про те, що знімуть два концерти на початку місяця для нового DVD, режисером якого став Denise Korycki (Wild Wind Productions), який раніше працював над DVD «Centuries Of Torment — The First 20 Years». Майже через рік — у січні 2011 року Cannibal Corpse нагадали про себе, оголосивши, що на лейблі Metal Blade 15 березня вийде дводискове концертне DVD-видання «Global Evisceration». У DVD помістилося приблизно 2 години 49 хвилин матеріалу, що включає зйомку виступу 3 травня в Gothic Theatre, Englewood, Colorado і 8 травня в Sunshine Theater, Albuquerque, New Mexico. Крім того, до нього ввійшли бонус-зйомки з концертів і додаткові розділи, які включають закулісні зйомки з туру «Evisceration Plague». Монтажем DVD займалася все та ж Denise Korycki.
Трохи відпочивши, американці приступили до написання нового альбому, запис якого був намічений на вересень 2011 року, а вихід — на початок 2012-ого. В інтерв'ю для порталу CraveMetal.com басист флоридської дез-метал гурт Cannibal Corpse Алекс Уебстер на питання «Коли ми можемо очікувати вихід нового студійного альбому? Є якісь новини або інформація про новий матеріал?»
відповів: «Ми будемо записуватися у вересні та жовтні, так що альбом повинен вийти на початку 2012 року. Новий матеріал буде дез-металом в традиціях Cannibal Corpse… Жодних сюрпризів, тільки брутальність!»
Пізніше в інтерв'ю журналу Metal Hammer він додав: «Не можу розкрити вам назви альбому й пісень, або розповісти про те, на що буде схожа обкладинка. Оформлення буде більше схоже на те, чим ми славилися в минулому, але менш вишуканим, ніж у двох останніх альбомах. За стандартами Cannibal Corpse вони були досить вишуканими. Лірика на цьому альбомі в значній мірі відображає ті теми, за якими ми відомі, а назва нікого не шокує. У музичному плані у цьому записі є досить цікавий розвиток. Я був одним з основних авторів пісень в останніх альбомах, а для „Evisceration Plague“ я написав цілих сім пісень (лірику та музику) та половину ще однієї пісні, плюс лірику для „Scalding Hail“, яку ми з Робом Барретом [гітара] зробили разом. Загалом, я багато зробив, але цього разу я хотів, щоб Пет О'Брайєн [гітара] і Роб були більшою мірою залучені в процес, і я боявся, що через те, що я так багато написав, вони будуть дуже зайняті, щоб вивчити мій матеріал, і будуть не в змозі зосередитися на створенні власного матеріалу.
У мене є ще один проект, над яким я працюю, так що в будь-якому випадку я вирішив трохи відкласти написання матеріалу (для Cannibal Corpse). Зрештою, Пет склав чотири пісні, а Роб — три, так що над створенням (альбому) працює, можна сказати, мало не ціла дивізія, і цей альбом буде набагато різноманітнішим. Це все ще дез-метал в стилі Cannibal Corpse, але з великою кількістю різних відтінків. Роб і Пет — дуже талановиті композитори, так що вони зробили великий внесок! Це наш дуже цінний проект, і ми хочемо, щоб вони вносили в нього якомога більше. Мені здається, що Роб написав три найкращих пісні з усіх, що він складав для нас».
Вже в кінці січня 2012 року Cannibal Corpse опублікували обкладинку, трек-лист і нову пісню Demented Aggression з альбому «Torture», вихід якого намітили на 13 березня на лейблі Metal Blade Records. Продюсував запис Ерік Рутан, а обкладинку створив Вінсент Лок. В перших числах лютого стала доступною для прослуховування ще одна нова пісня — Scourge Of Iron.

## Проблеми з цензурою

### США
У травні 1995 року тодішній сенатор США Боб Доул звинуватив Cannibal Corpse — разом із хіп-хоп гуртами Geto Boys і 2 Live Crew — у підриві національного характеру США. Через рік гурт знову потрапив під шквал критики представників консерватизму у США — активіста Вільяма Беннета, сенатора Джо Лібермана, наступного сенатор Сема Нанна і представника Національного конгресу чорних жінок К. Делорес Такер. Cannibal Corpse увійшли до двадцятки гуртів, чиї тексти пісень є жахаючими.
Cannibal Corpse також зіграли камео у фільмі Ace Ventura: Pet Detective разом з Джимом Керрі у 1994 році. У ньому вони виконали скорочену версію пісні «Hammer Smashed Face.» Відомо, що Джим Керрі є великим фанатом цього гурту і тому наполіг на їхній появі у стрічці.

### Австралія
З 23 жовтня 1996 року продаж будь-яких дисків Cannibal Corpse був заборонений в Австралії. Усі копії було вилучено з магазинів.
Усі 10 альбомів CC, як і живий запис Live Cannibalism, спеціальне видання 15 Year Killing Spree, EP Worm Infested, ти сингл «Hammer Smashed Face» були перевипущені у Австралії у 2006—2007 роках, після чого були дозволені для продажу у Австралії. Як-не-як, деякі альбоми продавали у цензурних та нецензурних версіях, що залежало від обкладинки альбому. Попри це, у магазинах деякі альбоми були піддані цензурі вручну.

### Німеччина
Всі альбоми Cannibal Corpse, включаючи Tomb of the Mutilated, були заборонені до продажу і розповсюдження у Німеччині через обкладинки та лірику; гурту також було заборонено виконувати будь-які пісні з альбомів під час турів у Німеччині. У інтерв'ю 2004 року Джордж Фішер пояснив, що насправді викликало таке несхвалення творчості гурту:
| Ліві лапки | Одна жінка побачила, як хтось одягнув одну з наших футболок. Здається, вона була вчителькою і наробила багато галасу стосовно цього. Тому тепер ми не можемо виконувати пісні з перших трьох альбомів. І це справді бісить, оскільки молодь приходить і хоче почути, як ми виконуємо старі хороші пісні. Але вони знають умову. Ми не можемо грати «Born In a Casket» але можемо «Dismembered and Molested». | Праві лапки |

## Зміна вокаліста
Через деякий час СС зрозуміли, що в гурті не все так гладко. 1993 року гітарист Боб Русей пішов з гурту і був замінений Робом Барретом із Malevolent Creation. Вокаліст Кріс Барнс, на думку інших учасників гурту, не викладався на 100 %. Його тексти були занадто складні і незрозумілі. Нового потрібного звучання ніяк не вдавалося досягнути. Та й команди як такої уже не було, тому хлопці попросили Кріса піти з гурту. Звичайно, суперечок уникнути не вдалося. Натомість новим вокалістом Cannibal Corpse зі зміненою емблемою (аби не платити Крісу пожиттєво) став друг Роба Баррета Джордж Фішер (George Fisher). Прізвисько «Corpsegrinder» причепилось до Джорджа ще зі старого гурту Monstrosity. Першим альбомом, записаним разом із Фішером, став «Vile». Фанати одразу зрозуміли, що команда з приходом нового вокаліста нічого не втратила, а навпаки, отримала нове, таке очікуване звучання.

## Склад гурту

### Нинішній склад
- Алекс Вебстер — бас-гітара (з 1988)
- Пол Мазуркевич — ударні (з 1988)
- Роб Баррет — гітара (1993—1997, з 2005)
- Джордж «Corpsegrinder» Фішер — вокал (з 1995)
- Ерік Рутан — гітара (з 2021) (на концертах 2019—2021)

### Колишні учасники
- Боб Русей — гітара (1988—1993)
- Кріс Барнс — вокал (1988—1995)
- Джек Оуен — гітара (1988—2004)
- Джеремі Тернер — концертна гітара (2004—2005)
- Пет О'Браєн — гітара (1997—2021)

Динаміка змін складу гурту

## Дискографія
Студійні альбоми
- Eaten Back to Life (1990)
- Butchered at Birth (1991)
- Tomb of the Mutilated (1992)
- The Bleeding (1994)
- Vile (1996)
- Gallery of Suicide (1998)
- Bloodthirst (1999)
- Gore Obsessed (2002)
- The Wretched Spawn (2004)
- Kill (2006)
- Evisceration Plague (2009)
- Torture (2012)
- A Skeletal Domain (2014)
- Red Before Black[1] (2017)
- Violence Unimagined (2021)
- Chaos Horrific (2023)

Міні-альбоми
- Hammer Smashed Face (1993)
- Worm Infested (2003)

Збірки
- 15 Year Killing Spree (2003)

Концертні альбоми
- Live Cannibalism (2000)
- Global Evisceration (2011)
- Torturing and Eviscerating Live (2013)